# Conacu
Conacu (antiguamente Beșoul) es una localidad rumana de la comuna de Cobadin, en el condado de Constanța.

## Toponimia
El antiguo nombre del lugar puede encontrarse escrito con grafías como Beşoul, Beşaul y Beş-aul.  Pasó a llamarse Conacu.

## Historia
Hacia comienzos del siglo XX, la localidad, que ya por entonces pertenecía al condado de Constanța, formaba parte de la comuna de Corabaci y tenía contabilizada una población, compuesta mayormente por turcos, de 273 habitantes.
En la segunda mitad del siglo XX la localidad había pasado a formar parte de la comuna de Cobadin. En el censo de 2021 la localidad tenía una población de 283 habitantes.